# 雉山桥
雉山桥位于中国广西桂林市象山区上海路跨宁远河处，因位于雉山东北侧得名。现在的桥梁通车于2009年。

## 历史
雉山桥旧桥动工于1972年，长73米，宽15.8米，荷载汽—13，为一座钢筋混凝土双曲拱桥。接近竣工时，桥台发生横向位移约1/700，拱顶下垂34厘米，桥面拱板、拱肋、复拱出现裂纹。11月，停止施工并观察。次年夏，采取压力灌浆等措施进行加固但无果。1987年该桥由交通部公路科研所加固，并由无锡桥梁队进行顶升，回复原设计标高，并在西端桥台增加顶柱加强上部结构。1989年9月对桥梁进行试压，合格后正式通车。
因雉山桥桥面狭窄，已成为上海路交通瓶颈，且年久失修，已成危桥，桥下涵洞经常内涝，桂林市政府决定从2008年10月14日起启动雉山桥的重建工程，当年11月20日15时43分，雉山桥成功爆破。2009年12月22日，新桥建成通车。新建的雉山桥全长153米，桥面宽44米，引道宽50米，桥梁设计水位按百年一遇洪水位设计为150.19米。桥面设置双向六车道，设有民主路下穿隧道，桥下通道宽26米，并有雨水泵站解决内涝问题。桥面两侧设汉白玉栏杆，分隔板上刻有桂林山水图案和历代文人墨客吟咏桂林山水的诗词。